# Mercedes Rosende

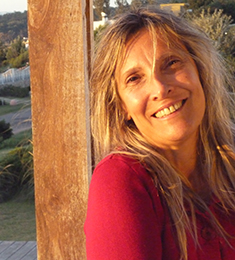
Mercedes Rosende

Mercedes Rosende (* 13. Januar 1958 in Montevideo) ist eine uruguayische Schriftstellerin, Anwältin und Journalistin. Sie ist Trägerin des LiBeraturpreises 2019.

## Werke (Auswahl)
- Demasiados blues. 2005
- La muerte tendrá tus ojos. 2008
- Mujer equivocada. 2011
  - Übers. Peter Kultzen: Falsche Ursula. 2020
- El miserere de los cocodrilos. 2017
  - Übers. Peter Kultzen: Krokodilstränen. 2019
- Qué ganas de no verte nunca más. 2019
  - Übers. Peter Kultzen: Der Ursula-Effekt. 2021

## Preise
- Premio Nacional de Literatura (Bildungsministerium Uruguays)[4]
- LiBeraturpreis, 2019[3]